# Sudán en los Juegos Olímpicos de Atenas 2004
Sudán estuvo representado en los Juegos Olímpicos de Atenas 2004 por cuatro deportistas, tres hombres y una mujer, que compitieron en atletismo.
El portador de la bandera en la ceremonia de apertura fue el atleta Todd Matthews-Jouda. El equipo olímpico sudanés no obtuvo ninguna medalla en estos Juegos.